# Fort Tabarka

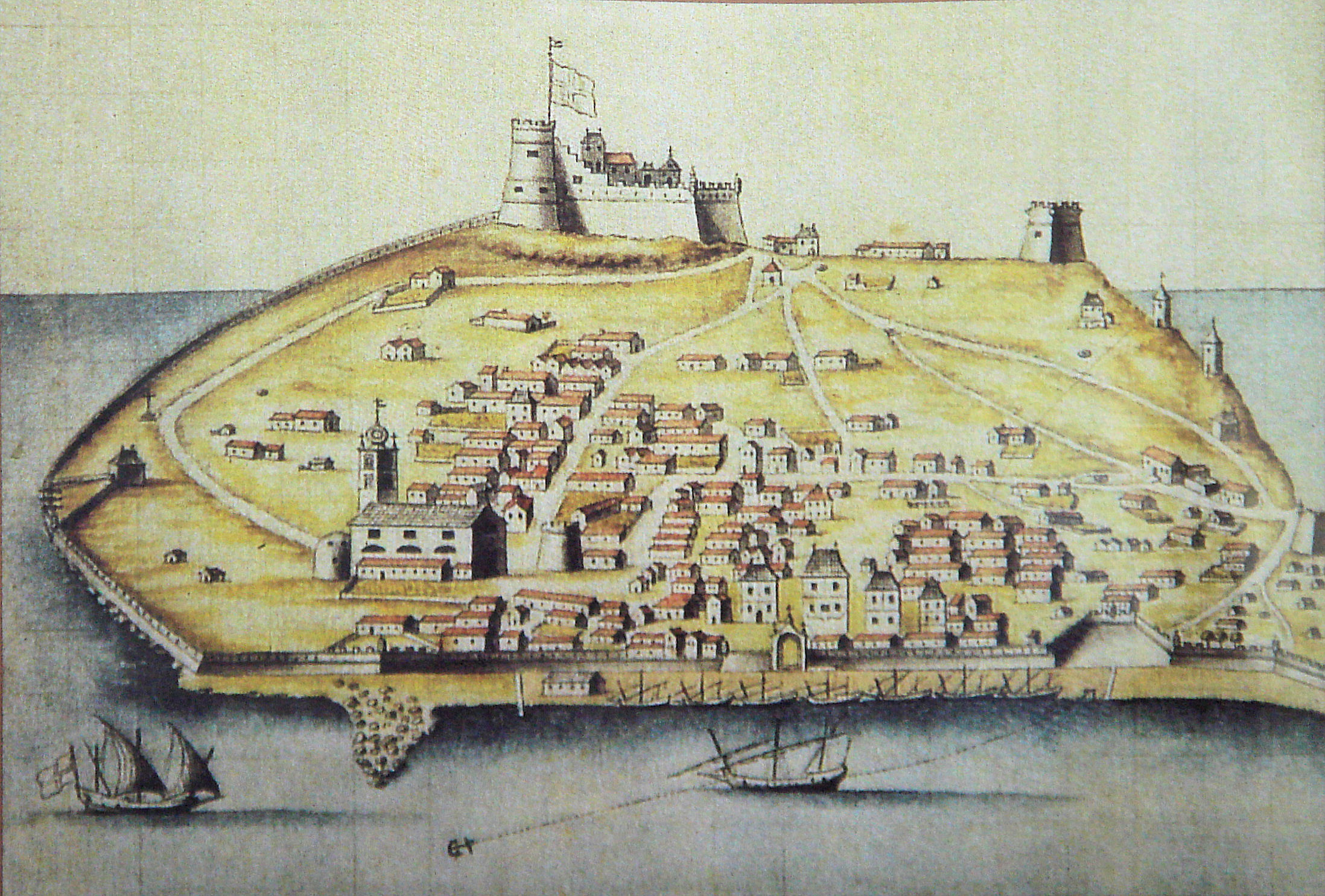
Tabarka, kolonie van Genua

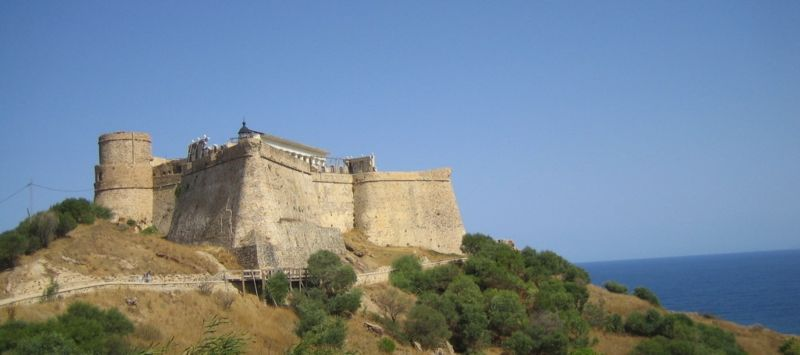
het Genuese fort Tabarka

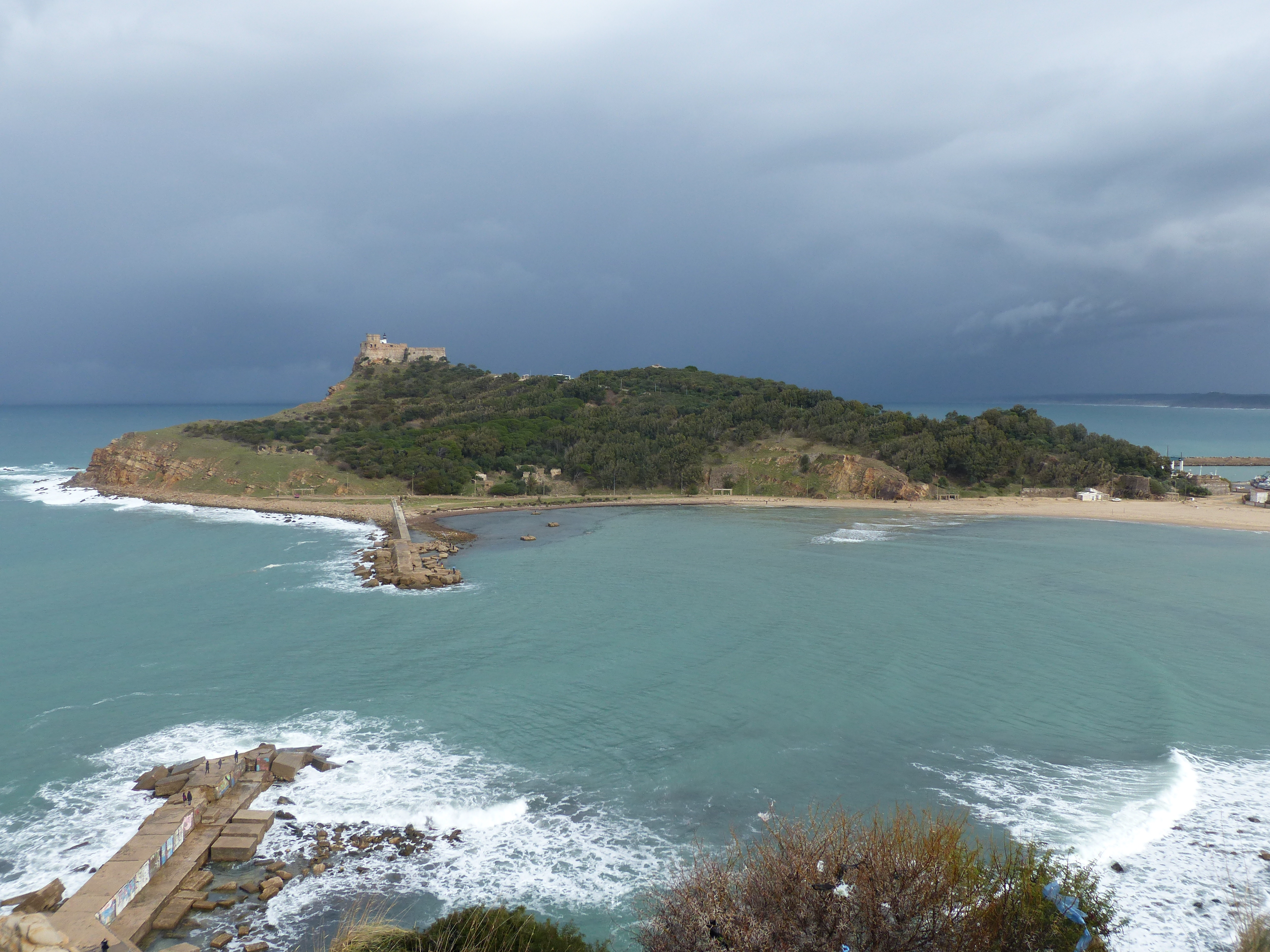
het eiland Tabarka, gelegen voor de kust van de stad Tabarka

Het Fort Tabarka was een vesting en kolonie (1542-1741) van de Republiek Genua, op het gelijknamige eiland, voor de gelijknamige stad in het huidige Tunesië.

## Historiek
Vanaf 1540 onderhandelden de Genuezen met de Ottomanen over de vrijlating van de admiraal Turgut Reis, die een gevangen galeislaaf was op schepen van Genua. In 1542 verkreeg Genua alvast de concessie over het eiland Tabarka, gelegen voor de stad Tabarka. Het eiland Tabarka was voortaan deel van de overzeese gebieden van de Republiek Genua. Giannettino Doria, kleinzoon van admiraal Andrea Doria speelde een belangrijke rol in de onderhandeling. 
Voor Genua begon in Tabarka de koraalvangst voor de Noord-Afrikaanse kust en een florerende handel in koralen. De familie Lomellini baatte de concessie uit; in mindere mate deed de familie Grimaldi dit ook. De zaken gingen zo goed dat de familie Lomellini soms de heren van Tabarka werden genoemd. Zij bouwden het fort op het hoogste punt van het eiland. Hier verbleven Genuese militairen en werd de administratie met het moederland Genua gehuisvest. De kolonie Tabarka onderhield goede relaties met de Arabische buren op het vasteland; slaven uit Spanje en Noord-Afrika werden aangetrokken om de koralen binnen te halen. De voertalen in de kolonie waren Italiaans/Ligurisch en Arabisch.
In 1738 was de overbevolking op het eiland onhoudbaar. Dit viel samen met een zekere uitputting van de koraalreserves. Kolonisten weken uit naar twee eilanden van Sardinië. Ze stichtten twee dorpen. Het ene dorp was Carloforte op het eiland San Pietro en het andere dorp Calasetta op het eiland Sant’Antioco. De naam Carloforte werd gegeven ter ere van de koning van Piëmont-Sardinië, Karel Emanuel III van Savoye. De inwoners van beide dorpen worden in het Italiaans aangegeven als de Tabarchini, wat betekent diegenen van Tabarka.
Andere kolonisten bleven op Tabarka. De relaties met de Ottomanen werden vijandiger.
In 1741 overviel de sultan van Tunis het fort Tabarka. Huizen en vissersschepen werden verwoest. De Genuezen werden zelf galeislaven. Koning Karel Emanuel III van Sardinië en koning Karel III van Spanje ijverden met mekaar om zo veel mogelijk Genuezen vrij te kopen. Dit lukte. Bevrijde kolonisten gingen onder meer naar Carloforte en Calasetta op Sardinië. De koning van Spanje haalde honderden kolonisten naar Spanje. Hij wees hen het onbewoonde eiland San Pablo toe, nabij Alicante. Dit eiland kreeg de naam Nueva Tabarca, of Nieuw-Tabarka; vandaag is dit de Spaanse stad Tabarca.

## Kolonisten
De kolonisten uit Fort Tabarka weken uit naar Sardinië, waar ze Tabarchini werden genoemd, en naar Nueva Tabarca (Spanje).

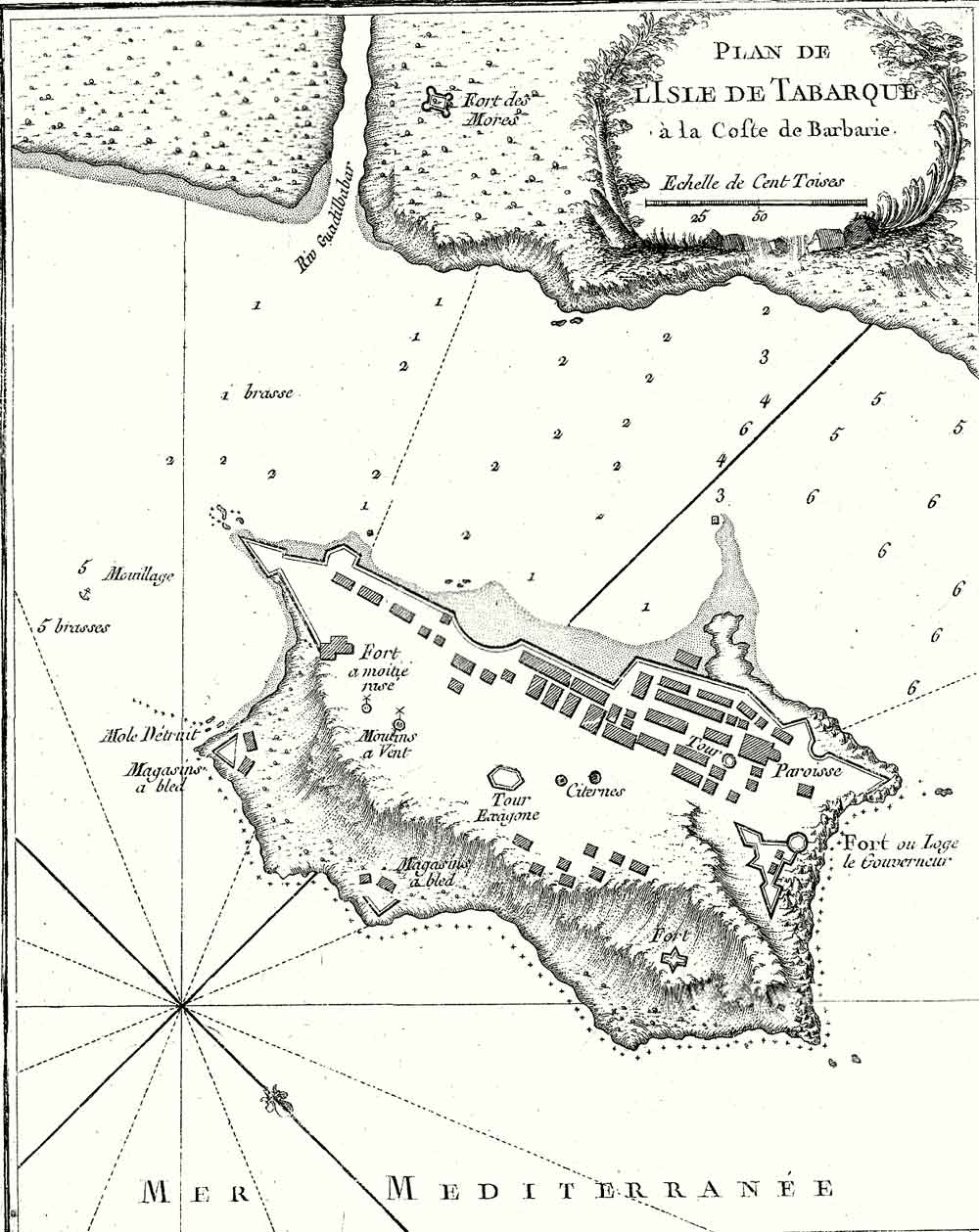
Fort Tabarka, plan van het eiland nabij Tunis
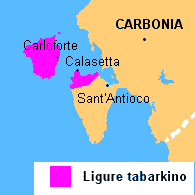
Tabarchini in Sardinië
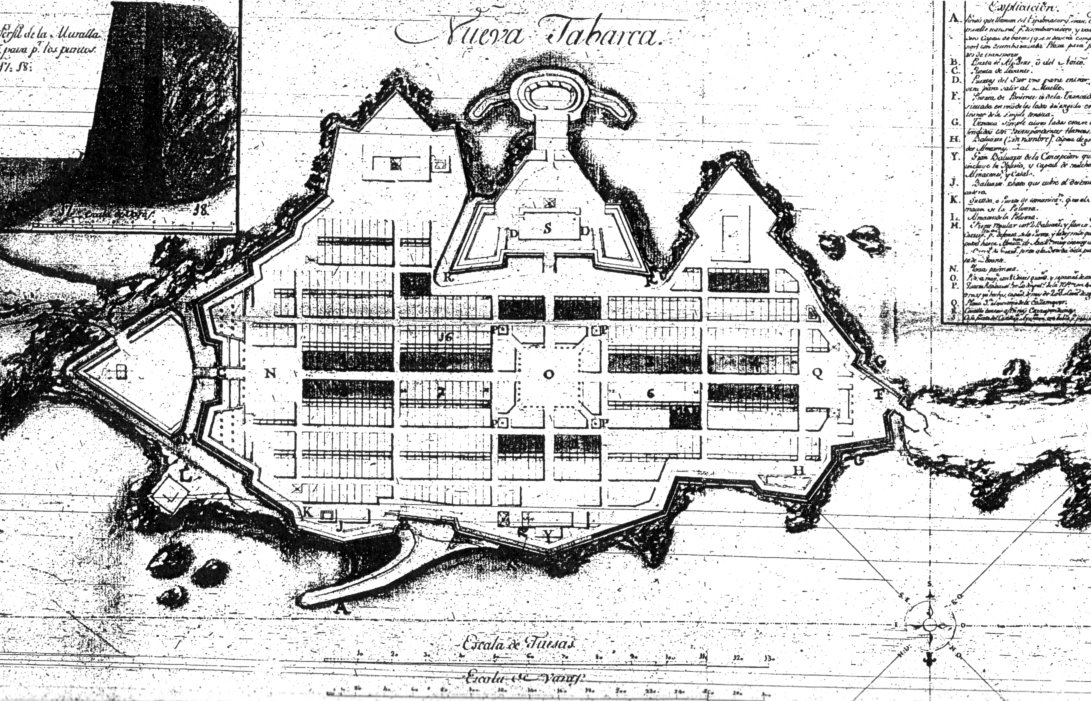
Nueva Tabarca in Spanje